# ابرخانواده هیدرولاز آلفا/بتا
اَبَـرخانوادهٔ هیدرولاز آلفا/بتا (انگلیسی: Alpha/beta hydrolase superfamily) یک ابرخانواده از آنزیم‌های هیدرولاز است که با وجود گوناگونی در تبار فیلوژنیک و عملکرد کاتالیزی خود، دارای تاشدگی ساختمانی مشترکی هستند. هستهٔ مرکزی هر آنزیم دارای یک صفحهٔ آلفا/بتا (به‌جای بشکه بتا) و دارای ۸ صفحه بتاست که توسط ۶ مارپیچ آلفا به هم متصل شده‌اند. این آنزیم‌ها همگی یک جد مشترک دارند که تا حدودی آرایش مشابه ریشه‌های کاتالیزگر خود را حفظ کرده‌اند. همچنین همگی این آنزیم‌ها حاوی یک سه‌گانه کاتالیزگر هستند.
ابرخانواده هیدرولاز آلفا/بتا شامل آنزیم‌های پروتئاز، لیپاز، پراکسیداز، استراز، اپوکسید هیدرولاز و دهالوژناز می‌شوند.
از جمله آنزیم‌های انسانی که حاوی این دومِـین هستند، می‌توان به -آسیل‌گلیسرول-۳-فسفات-O-آسیل‌ترانسفراز ABHD5، سرین هیدرولاز، کربوکسیل‌استراز ۱ و کربوکسیل‌استراز ۲ اشاره کرد.